# ジョージ・ゴードン (第3代アバディーン伯爵)
第3代アバディーン伯爵ジョージ・ゴードン（英語: George Gordon, 3rd Earl of Aberdeen、1722年6月19日 – 1801年8月13日）は、スコットランド貴族。1745年までハッドー卿の儀礼称号を使用した。

## 生涯
第2代アバディーン伯爵ウィリアム・ゴードンと2人目の妻スーザン・マレー（Susan Murray、1699年 – 1725年、初代アソル公爵ジョン・マレーの娘）の息子として1722年6月19日に生まれ、翌日に洗礼を受けた。1745年3月30日に父が死去すると、アバディーン伯爵の爵位を継承、1746年7月11日に父の遺産継承者として認定された。
1747年から1761年までと1774年から1790年までスコットランド貴族代表議員を務めた。議員として、小ピットの摂政法案（1789年）に反対票を投じた。
1801年8月13日にエロン・ハウスで死去、長男ジョージに先立たれたため孫ジョージが爵位を継承した。

## 家族
1759年、キャサリン・エリザベス・ハンソン（Catherine Elizabeth Hanson、1733年ごろ – 1817年3月15日没、オズワルド・ハンソンの娘）と結婚、2男4女をもうけた。アバディーン伯爵がキャサリン・エリザベスを誘惑した後、彼女にピストルで結婚を強要されたという逸話がある。
- キャサリン（1784年9月30日没） - 生涯未婚[2]
- アン - 1787年7月5日、エドワード・プレイス（Edward Place）と結婚、子供あり[2]
- スーザン（1795年7月26日没） - 生涯未婚[2]
- メアリー（1852年8月没） - 1789年3月12日、トマス・ホートン（Thomas Horton、1829年12月22日没）と結婚、子供あり[2]
- ジョージ（1764年1月28日 – 1791年10月2日） - 第4代アバディーン伯爵ジョージ・ハミルトン＝ゴードンの父
- ウィリアム（1765年頃 – 1845年3月19日） - ラッディング・パーク・ハウス（英語版）の建設で知られる

また、少なくとも3人の愛人との間で4人の庶子を儲けた。
- ジョン - ケアンバルグ城（英語版）で生まれた。母はロンドンの家政婦フォレスト夫人（Mrs. Forest）
- チャールズ - ウィスコンブ・パーク（英語版）で生まれた。母は不明
- アレクサンダー（英語版）（1781年 – 1873年） - エロン城（英語版）で生まれた。母はサセックス出身のペネロープ・ディアリング（Penelope Dering）。陸軍軍人
- 女子 - エロン城で生まれた。母はペネロープ・ディアリング